# George Kringelbach
|  | Ikke at forveksle med Georg Kringelbach |
George Kringelbach (født 16. juni 1927 på Frederiksberg, død 11. maj 1979i Birkerød) var en dansk journalist og gastronom.
Han var søn af redaktør Cand. Phil. Arne Kringelbach og hustru Charlotte Cathrine Cecilie Esbensen, arbejdede et år som maskinarbejder og et år som handelslærling, inden han blev uddannet som tekstforfatter hos Harlang & Toksvig. Kringelbach blev 1945 ansat ved Svendborg Avis, skiftede 1947 til Horsens Folkeblad og kom 1950 til Venstres Pressebureau. Derefter var han fra 1954 freelance, arbejdede for Gutenberghus og havde 1959-60 ansættelse ved Dagens Nyheder. Han var i to år korrespondent i Frankrig og Spanien, inden han 1963 kom til Danmarks Radios P3, hvor han var ansat frem til 1965 og bl.a. stod for Natredaktionen.
Den 10. oktober 1963 afslørede han i Natredaktionen at forfatteren Sven Hazel i virkeligheden var den dømte landssviger Børge Willy Redsted Pedersen.
Kringelbach blev derefter ansat ved Ekstra Bladet og var gennem de senere år Politikens gastronomiske redaktør. Han udgav flere kogebøger. Kringelbachs Salte -og røgebog (1973), Kringelbachs Postej-bog (1974), Kringelbachs Suppe-bog (1975), Kringelbachs Oste-bog (1976), Kringelbachs Fiske-bog (1979). Efter hans død i 1979 blev bogen À la carte udgivet. Denne bog var et udvalg af hans mange artikler fra hans tid som gastronomisk redaktør på Politiken.
(Han medvirker i filmen Farlige kys (1972).

Han blev den 24. juli 1948 gift med Else Ida Sørensen , Gerda f. Ullmann 1953-1960 og Aase f Zachariassen 1960-19? I 1969 fik han datteren Louise Kringelbach med forfatteren Kedda Madsen (født 9. august 1945 – død 4. februar 1976) og blev i 1976 gift med Anna Elise Frederikke Christiane Fog, født Johansen.
Han er begravet på Søllerød Kirkegård.